# Alessandro Besozzi
Alessandro Besozzi (Parma, 1702 – Torino, 1793) è stato un oboista e compositore italiano.

## Biografia
Nato a Parma nel 1702 da una famiglia di musicisti, era fratello di Paolo Gerolamo Besozzi, a sua volta oboista. Entrato nella banda militare del granducato di Parma, presto divenne musicista della cappella reale di Torino, e si "naturalizzò" diventando cittadino piemontese. 

Nel 1763 risulta stipendiato dal re di Sardegna, venendo pagato 1350 lire, cifra notevole per l'epoca. 
La sua abilità come oboista era unanimemente riconosciuta, e anche Wolfgang Amadeus Mozart, durante il suo viaggio in Italia nel 1771, chiese di poterlo incontrare mentre si trovava a Torino. 

Alessandro non si sposò: celibe, visse con il fratello Paolo e morì a Torino nel 1793, assai anziano. Di lui rimangono diciassette raccolte di sonate.